# Olipara doris
Olipara doris är en insektsart som först beskrevs av Rauno E. Linnavuori 1973.  Olipara doris ingår i släktet Olipara och familjen kilstritar. Inga underarter finns listade i Catalogue of Life.